# طواف سلوفينيا 2023
2023 Tour of Slovenia (بالإيطالية: Giro di Slovenia 2023) هو سباق دراجات هوائية، وهو الموسم التاسع والعشرين من طواف سلوفينيا، وأقيم خلال الفترة من 14 يونيو 2023، وحتى 18 يونيو 2023.
فاز بالمركز الأول فيليبو زانا، وفاز بالمركز الثاني ماتج موهوريك، وفاز بالمركز الثالث دييغو يليسي، وفاز في تصنيف الجبال Samuele Zoccarato ‏، وفاز في ترتيب النقاط للشباب Raúl García Pierna ‏، وفاز في ترتيب الفرق 2023 Equipo Kern Pharma ‏، وفاز في ترتيب النقاط Ide Schelling ‏.

## الفرق
| فرق عالمية (4)- Bahrain Victorious - Bora-Hansgrohe - Team Jayco AlUla - UAE Team Emirates فرق برو (10)- بنجوال باوليز ساوكس دبليو بي ‏ - كاجا رورال-سيغوروس 2023 ‏ - فريق إيولو كوميت لركوب الدراجات 2023 ‏ - Equipo Kern Pharma ‏ - أوسكالتيل أوسكادي 2023 ‏ - Green Project-Bardiani CSF-Faizanè - Human Powered Health - فريق الدراجات Q36.5 ‏ - Team Solution Tech–Vini Fantini ‏ - سويس ريسينغ أكادمي 2023 ‏ فرق قارية (5)- أدريا موبيل 2023 ‏ - Factor Racing ‏ - Team Ljubljana Gusto Santic ‏ - Pierre Baguette Cycling ‏ - فريق فورارلبرغ 2023 ‏ فريق وطني- فريق سلوفينيا لركوب الدراجات للرجال‏ |  |
| |  |

## المراحل
| قائمة المراحل | قائمة المراحل | قائمة المراحل           | قائمة المراحل | قائمة المراحل | قائمة المراحل       | قائمة المراحل   |
| المرحلة       | التاريخ       | الدورة                  |               | المسافة (كم)  | الفائز بالمرحلة     | القائد العام    |
| ------------- | ------------- | ----------------------- | ------------- | ------------- | ------------------- | --------------- |
| المرحلة 1     | 14 يونيو      | تسليه – روغاشكا سلاتينا | مرحلة التلال  | 188٫6         | ديلان جروينويغن     | ديلان جروينويغن |
| المرحلة 2     | 15 يونيو      | جاليتس – أورموش ‏        | مرحلة التلال  | 163٫1         | ديلان جروينويغن     | ديلان جروينويغن |
| المرحلة 3     | 16 يونيو      | غرسوبلي – بوستوينا      | مرحلة التلال  | 173٫4         | Ide Schelling ‏      | ديلان جروينويغن |
| المرحلة 4     | 17 يونيو      | ليوبليانا – كوباريد     | مرحلة جبلية   | 165٫6         | جيسوس دايفيد بينيا ‏ | فيليبو زانا     |
| المرحلة 5     | 18 يونيو      | فورنيكا – نوفو ميتسو    | مرحلة التلال  | 142٫6         | ماتج موهوريك        | فيليبو زانا     |

## النتيجة

### مرحلة 1
هي مرحلة جبلية، أقيمت في 14 يونيو 2023، وامتدّت لمسافة 188.6 كيلومتر. فاز بالمركز الأول، وتصدر ترتيب النقاط والترتيب العام في نهاية المرحلة ديلان جروينويغن، وتصدر ترتيب النقاط للشباب Raúl García Pierna ‏، وتصدر ترتيب التسلق أندريا غاروسيو، وتصدر ترتيب الفرق كاجا رورال-سيغوروس 2023 ‏.
| التصنيف العام         | التصنيف العام       | التصنيف العام        | التصنيف العام | التصنيف العام |
| العداء                | العداء              | الفريق               | الوقت         |               |
| --------------------- | ------------------- | -------------------- | ------------- | ------------- |
| 1                     | ديلان جروينويغن     | Jayco AlUla          | 4 س 33 د 13 ث |               |
| 2                     | فل بوهوس            | Bahrain Victorious   | + 4 ث         |               |
| 3                     | ماتيو موشيتي        | فريق الدراجات Q36.5 ‏ | + 6 ث         |               |
| 4                     | أندريا غاروسيو      | إيولو كوميت ‏         | + 7 ث         |               |
| 5                     | Raúl García Pierna ‏ | Equipo Kern Pharma ‏  | + 8 ث         |               |
| 6                     | دييغو يليسي         | فريق الإمارات        | + 9 ث         |               |
| 7                     | ماتج موهوريك        | Bahrain Victorious   | + 10 ث        |               |
| 8                     | بيرمين بنز ‏         | فريق فورارلبرغ ‏      | + 10 ث        |               |
| 9                     | ميكال شليغل         | كاجا رورال-سيغوروس ‏  | + 10 ث        |               |
| 10                    | Unai Iribar ‏        | أوسكالتيل أوسكادي ‏   | + 10 ث        |               |
|                       |                     |                      |               |               |
| مصدر: ProCyclingStats |                     |                      |               |               |

### مرحلة 2
هي مرحلة جبلية، أقيمت في 15 يونيو 2023، وامتدّت لمسافة 163.1 كيلومتر. فاز بالمركز الأول، وتصدر ترتيب النقاط والترتيب العام في نهاية المرحلة ديلان جروينويغن، وتصدر ترتيب النقاط للشباب Raúl García Pierna ‏، وتصدر ترتيب التسلق جيوفاني أليوتي، وتصدر ترتيب الفرق كاجا رورال-سيغوروس 2023 ‏.
| التصنيف العام         | التصنيف العام       | التصنيف العام                      | التصنيف العام | التصنيف العام |
| العداء                | العداء              | الفريق                             | الوقت         |               |
| --------------------- | ------------------- | ---------------------------------- | ------------- | ------------- |
| 1                     | ديلان جروينويغن     | Jayco AlUla                        | 8 س 22 د 42 ث |               |
| 2                     | ماتيو موشيتي        | فريق الدراجات Q36.5 ‏               | + 10 ث        |               |
| 3                     | فل بوهوس            | Bahrain Victorious                 | + 10 ث        |               |
| 4                     | Raúl García Pierna ‏ | Equipo Kern Pharma ‏                | + 18 ث        |               |
| 5                     | دييغو يليسي         | فريق الإمارات                      | + 19 ث        |               |
| 6                     | ديفيد غونزاليس      | كاجا رورال-سيغوروس ‏                | + 20 ث        |               |
| 7                     | Robin Froidevaux ‏   | سويس ريسينغ أكادمي ‏                | + 20 ث        |               |
| 8                     | Ide Schelling ‏      | بورا هانسغروه                      | + 20 ث        |               |
| 9                     | Fernando Barceló ‏   | كاجا رورال-سيغوروس ‏                | + 20 ث        |               |
| 10                    | Luca Colnaghi ‏      | Green Project-Bardiani CSF-Faizanè | + 20 ث        |               |
|                       |                     |                                    |               |               |
| مصدر: ProCyclingStats |                     |                                    |               |               |

### مرحلة 3
هي مرحلة جبلية، أقيمت في 16 يونيو 2023، وامتدّت لمسافة 173.4 كيلومتر. فاز بالمركز الأول Ide Schelling ‏، وتصدر ترتيب النقاط للشباب Raúl García Pierna ‏، وتصدر ترتيب التسلق Viktor Potočki ‏، وتصدر الترتيب العام في نهاية المرحلة وترتيب النقاط ديلان جروينويغن، وتصدر ترتيب الفرق كاجا رورال-سيغوروس 2023 ‏.
| التصنيف العام         | التصنيف العام       | التصنيف العام                | التصنيف العام  | التصنيف العام |
| العداء                | العداء              | الفريق                       | الوقت          |               |
| --------------------- | ------------------- | ---------------------------- | -------------- | ------------- |
| 1                     | ديلان جروينويغن     | Jayco AlUla                  | 12 س 31 د 24 ث |               |
| 2                     | Ide Schelling ‏      | بورا هانسغروه                | + 10 ث         |               |
| 3                     | لوكا ميزجيك         | Jayco AlUla                  | + 14 ث         |               |
| 4                     | Robin Froidevaux ‏   | سويس ريسينغ أكادمي ‏          | + 16 ث         |               |
| 5                     | Raúl García Pierna ‏ | Equipo Kern Pharma ‏          | + 18 ث         |               |
| 6                     | دييغو يليسي         | فريق الإمارات                | + 19 ث         |               |
| 7                     | روي أوليفيرا        | فريق الإمارات                | + 20 ث         |               |
| 8                     | ديفيد غونزاليس      | كاجا رورال-سيغوروس ‏          | + 20 ث         |               |
| 9                     | Dylan Hopkins ‏      | Team Ljubljana Gusto Santic ‏ | + 20 ث         |               |
| 10                    | Joel Nicolau ‏       | كاجا رورال-سيغوروس ‏          | + 20 ث         |               |
|                       |                     |                              |                |               |
| مصدر: ProCyclingStats |                     |                              |                |               |

### مرحلة 4
هي مرحلة جبلية، أقيمت في 17 يونيو 2023، وامتدّت لمسافة 165.6 كيلومتر. فاز بالمركز الأول جيسوس دايفيد بينيا ‏، وتصدر ترتيب التسلق Samuele Zoccarato ‏، وتصدر ترتيب النقاط للشباب Raúl García Pierna ‏، وتصدر ترتيب الفرق 2023 Equipo Kern Pharma ‏، وتصدر الترتيب العام في نهاية المرحلة فيليبو زانا، وتصدر ترتيب النقاط Ide Schelling ‏.
| التصنيف العام         | التصنيف العام          | التصنيف العام        | التصنيف العام  | التصنيف العام |
| العداء                | العداء                 | الفريق               | الوقت          |               |
| --------------------- | ---------------------- | -------------------- | -------------- | ------------- |
| 1                     | فيليبو زانا            | Jayco AlUla          | 16 س 52 د 41 ث |               |
| 2                     | دييغو يليسي            | فريق الإمارات        | + 1 ث          |               |
| 3                     | لورينزو فورتوناتو      | إيولو كوميت ‏         | + 6 ث          |               |
| 4                     | جيوفاني أليوتي         | بورا هانسغروه        | + 11 ث         |               |
| 5                     | جيسوس دايفيد بينيا ‏    | Jayco AlUla          | + 12 ث         |               |
| 6                     | ماتج موهوريك           | Bahrain Victorious   | + 22 ث         |               |
| 7                     | بول دوبل ‏              | Human Powered Health | + 25 ث         |               |
| 8                     | ووت بويلس              | Bahrain Victorious   | + 25 ث         |               |
| 9                     | Ben Zwiehoff ‏          | بورا هانسغروه        | + 28 ث         |               |
| 10                    | Jordi López (cyclist) ‏ | Equipo Kern Pharma ‏  | + 51 ث         |               |
|                       |                        |                      |                |               |
| مصدر: ProCyclingStats |                        |                      |                |               |

### مرحلة 5
هي مرحلة جبلية، أقيمت في 18 يونيو 2023، وامتدّت لمسافة 142.6 كيلومتر. فاز بالمركز الأول ماتج موهوريك، وتصدر ترتيب التسلق Samuele Zoccarato ‏، وتصدر ترتيب النقاط للشباب Raúl García Pierna ‏، وتصدر ترتيب الفرق 2023 Equipo Kern Pharma ‏، وتصدر الترتيب العام في نهاية المرحلة فيليبو زانا، وتصدر ترتيب النقاط Ide Schelling ‏.

## المشاركون
| UAE Team Emirates UAD       | UAE Team Emirates UAD | UAE Team Emirates UAD |
| --------------------------- | --------------------- | --------------------- |
| م                           | عداء                  | مرتبة                 |
| 1                           | روي أوليفيرا          | 70                    |
| 2                           | فيليكس جروس           | لم يكمل السباق-4      |
| 3                           | ألفارو هودج           | لم يكمل السباق-5      |
| 4                           | خوان سباستيان مولانو  | لم يكمل السباق-4      |
| 5                           | دومين نوفاك           | 29                    |
| 6                           | دييغو يليسي           | 3                     |
| 7                           | تيم فيلانز            | 91                    |
| مدير الرياضة: ماركو ماركاتو |                       |                       |

| Bora-Hansgrohe BOH                     | Bora-Hansgrohe BOH | Bora-Hansgrohe BOH |
| -------------------------------------- | ------------------ | ------------------ |
| م                                      | عداء               | مرتبة              |
| 11                                     | جيوفاني أليوتي     | 4                  |
| 12                                     | Shane Archbold ‏    | 102                |
| 13                                     | تشيزاري بينديتي    | 62                 |
| 14                                     | Florian Lipowitz ‏  | لم يبدأ-4          |
| 15                                     | Luis-Joe Lührs ‏    | 76                 |
| 16                                     | Ide Schelling ‏     | 52                 |
| 17                                     | Ben Zwiehoff ‏      | 7                  |
| مدير الرياضة: Jean-Pierre Heynderickx ‏ |                    |                    |

| Team Jayco AlUla JAY      | Team Jayco AlUla JAY | Team Jayco AlUla JAY |
| ------------------------- | -------------------- | -------------------- |
| م                         | عداء                 | مرتبة                |
| 21                        | أليساندرو دي مارشي   | 105                  |
| 22                        | ديلان جروينويغن      | لم يبدأ-5            |
| 23                        | لوكاس هاميلتون       | 106                  |
| 24                        | لوكا ميزجيك          | 51                   |
| 25                        | جيسوس دايفيد بينيا ‏  | 5                    |
| 26                        | لوكاس بوستلبيرغر     | 61                   |
| 27                        | فيليبو زانا (طريق)   | 1                    |
| مدير الرياضة: بيتر وينينج |                      |                      |

| Bahrain Victorious TBV       | Bahrain Victorious TBV | Bahrain Victorious TBV |
| ---------------------------- | ---------------------- | ---------------------- |
| م                            | عداء                   | مرتبة                  |
| 31                           | فل بوهوس               | 90                     |
| 32                           | Nicolò Buratti ‏        | 50                     |
| 33                           | ماتج موهوريك           | 2                      |
| 34                           | Dušan Rajović ‏         | 92                     |
| 35                           | كاميرون سكوت           | 88                     |
| 36                           | ووت بويلس              | 9                      |
| مدير الرياضة: فرانكو بليزوتي |                        |                        |

| Human Powered Health HPM   | Human Powered Health HPM  | Human Powered Health HPM |
| -------------------------- | ------------------------- | ------------------------ |
| م                          | عداء                      | مرتبة                    |
| 41                         | Kristian Aasvold ‏         | 39                       |
| 42                         | Stanisław Aniołkowski ‏    | لم يبدأ-2                |
| 43                         | آلان باناسيك              | لم يكمل السباق-4         |
| 44                         | Charles-Étienne Chrétien ‏ | 82                       |
| 45                         | بول دوبل ‏                 | 8                        |
| 46                         | Sebastian Schönberger ‏    | 18                       |
| 47                         | Embret Svestad-Bårdseng ‏  | 27                       |
| مدير الرياضة: Pat McCarty ‏ |                           |                          |

| إيولو كوميت ‏ EOK             | إيولو كوميت ‏ EOK     | إيولو كوميت ‏ EOK |
| ---------------------------- | -------------------- | ---------------- |
| م                            | عداء                 | مرتبة            |
| 51                           | Davide Bais ‏         | 36               |
| 52                           | Alessandro Fancellu ‏ | 57               |
| 53                           | لورينزو فورتوناتو    | 6                |
| 54                           | أندريا غاروسيو       | 37               |
| 55                           | Álex Martín ‏         | 99               |
| 56                           | Davide Piganzoli ‏    | لم يبدأ-3        |
| 57                           | ESP                  | لم يبدأ-2        |
| مدير الرياضة: خيسوس هرنانديز |                      |                  |

| بنجوال باوليز ساوكس دبليو بي ‏ BWB | بنجوال باوليز ساوكس دبليو بي ‏ BWB | بنجوال باوليز ساوكس دبليو بي ‏ BWB |
| --------------------------------- | --------------------------------- | --------------------------------- |
| م                                 | عداء                              | مرتبة                             |
| 61                                | Louis Blouwe ‏                     | 81                                |
| 62                                | فلوريس دي تير                     | 17                                |
| 63                                | Johan Meens ‏                      | 41                                |
| 64                                | Dimitri Peyskens ‏                 | 54                                |
| 65                                | Lennert Teugels ‏                  | 28                                |
| 66                                | ماركو تيزا                        | 55                                |
| 67                                | Aaron Van der Beken ‏              | 73                                |
| مدير الرياضة: Olivier Kaisen ‏     |                                   |                                   |

| Green Project-Bardiani CSF-Faizanè BCF | Green Project-Bardiani CSF-Faizanè BCF | Green Project-Bardiani CSF-Faizanè BCF |
| -------------------------------------- | -------------------------------------- | -------------------------------------- |
| م                                      | عداء                                   | مرتبة                                  |
| 71                                     | Luca Colnaghi ‏                         | 71                                     |
| 72                                     | Davide Gabburo ‏                        | 26                                     |
| 73                                     | Martin Marcellusi ‏                     | 13                                     |
| 74                                     | ITA                                    | لم يبدأ-5                              |
| 75                                     | Alex Tolio ‏                            | 16                                     |
| 76                                     | Alessandro Tonelli ‏                    | 34                                     |
| 77                                     | Samuele Zoccarato ‏                     | 58                                     |
| مدير الرياضة: Luca Amoriello‏           |                                        |                                        |

| أوسكالتيل أوسكادي ‏ EUS       | أوسكالتيل أوسكادي ‏ EUS    | أوسكالتيل أوسكادي ‏ EUS |
| ---------------------------- | ------------------------- | ---------------------- |
| م                            | عداء                      | مرتبة                  |
| 81                           | Xabier Azparren ‏          | لم يبدأ-5              |
| 82                           | Carlos Canal ‏             | لم يبدأ-5              |
| 83                           | Unai Iribar ‏              | لم يبدأ-5              |
| 84                           | Xabier Isasa ‏             | لم يبدأ-5              |
| 85                           | Txomin Juaristi ‏          | لم يبدأ-5              |
| 86                           | Andoni López de Abetxuko ‏ | لم يبدأ-5              |
| 87                           | Gotzon Martín ‏            | لم يبدأ-5              |
| مدير الرياضة: Jesus Ezkurdia‏ |                           |                        |

| Team Solution Tech–Vini Fantini ‏ COR | Team Solution Tech–Vini Fantini ‏ COR | Team Solution Tech–Vini Fantini ‏ COR |
| ------------------------------------ | ------------------------------------ | ------------------------------------ |
| م                                    | عداء                                 | مرتبة                                |
| 91                                   | Matteo Amella ‏                       | 77                                   |
| 92                                   | دافيد بالداكيني ‏                     | 32                                   |
| 93                                   | Nicolas Dalla Valle ‏                 | لم يكمل السباق-4                     |
| 94                                   | Alessandro Iacchi ‏                   | 84                                   |
| 95                                   | Marco Murgano ‏                       | لم يكمل السباق-5                     |
| 96                                   | Veljko Stojnić ‏                      | لم يكمل السباق-5                     |
| 97                                   | Karel Vacek ‏                         | 49                                   |
| مدير الرياضة: Francesco Frassi ‏      |                                      |                                      |

| Equipo Kern Pharma ‏ EKP      | Equipo Kern Pharma ‏ EKP | Equipo Kern Pharma ‏ EKP |
| ---------------------------- | ----------------------- | ----------------------- |
| م                            | عداء                    | مرتبة                   |
| 101                          | Urko Berrade ‏           | 22                      |
| 102                          | هيكتور كاريتيرو         | 89                      |
| 103                          | Raúl García Pierna ‏     | 14                      |
| 104                          | Jordi López (cyclist) ‏  | 10                      |
| 105                          | مارتي ماركيز            | 40                      |
| 106                          | Mikel Retegi ‏           | 86                      |
| 107                          | Pau Miquel ‏             | 30                      |
| مدير الرياضة: Pablo Urtasun ‏ |                         |                         |

| فريق الدراجات Q36.5 ‏ Q36   | فريق الدراجات Q36.5 ‏ Q36 | فريق الدراجات Q36.5 ‏ Q36 |
| -------------------------- | ------------------------ | ------------------------ |
| م                          | عداء                     | مرتبة                    |
| 111                        | Negasi Haylu Abreha ‏     | 44                       |
| 112                        | ماتيو باديلاتي           | 11                       |
| 113                        | Marcel Camprubí ‏         | 19                       |
| 114                        | Fabio Christen ‏          | 46                       |
| 115                        | Tom Devriendt ‏           | 79                       |
| 116                        | Alessandro Fedeli ‏       | 67                       |
| 117                        | ماتيو موشيتي             | 104                      |
| مدير الرياضة: بيوتر واديكي |                          |                          |

| كاجا رورال-سيغوروس ‏ CJR       | كاجا رورال-سيغوروس ‏ CJR | كاجا رورال-سيغوروس ‏ CJR |
| ----------------------------- | ----------------------- | ----------------------- |
| م                             | عداء                    | مرتبة                   |
| 121                           | Fernando Barceló ‏       | 21                      |
| 122                           | Jon Barrenetxea ‏        | 33                      |
| 123                           | جيفرسون سيبيدا          | 38                      |
| 124                           | ديفيد غونزاليس          | 45                      |
| 125                           | Joel Nicolau ‏           | 24                      |
| 126                           | إدوارد براديس           | لم يكمل السباق-4        |
| 127                           | ميكال شليغل             | 23                      |
| مدير الرياضة: روبين مارتينيز ‏ |                         |                         |

| سويس ريسينغ أكادمي ‏ TUD            | سويس ريسينغ أكادمي ‏ TUD  | سويس ريسينغ أكادمي ‏ TUD |
| ---------------------------------- | ------------------------ | ----------------------- |
| م                                  | عداء                     | مرتبة                   |
| 131                                | Nils Brun ‏               | 25                      |
| 132                                | Aloïs Charrin ‏           | 47                      |
| 133                                | Luc Wirtgen ‏             | 63                      |
| 134                                | لوكاس أريكسون (طريق)     | 35                      |
| 135                                | Petr Kelemen ‏            | 59                      |
| 136                                | Simon Pellaud ‏           | 31                      |
| 137                                | Robin Froidevaux ‏ (طريق) | 53                      |
| مدير الرياضة: Sylvain Blanquefort ‏ |                          |                         |

| أدريا موبيل ‏ ADR        | أدريا موبيل ‏ ADR      | أدريا موبيل ‏ ADR |
| ----------------------- | --------------------- | ---------------- |
| م                       | عداء                  | مرتبة            |
| 141                     | Tilen Finkšt ‏         | 83               |
| 142                     | Gal Glivar ‏           | 42               |
| 143                     | Kristjan Hočevar ‏     | 56               |
| 144                     | Aljaž Jarc ‏           | 85               |
| 145                     | Dimitar Jovanoski ‏    | 78               |
| 146                     | كريستيان كورين (طريق) | 80               |
| 147                     | SLO                   | 93               |
| مدير الرياضة: ماركو كمب |                       |                  |

| Factor Racing ‏ CTK | Factor Racing ‏ CTK | Factor Racing ‏ CTK |
| ------------------ | ------------------ | ------------------ |
| م                  | عداء               | مرتبة              |
| 151                | Vid Jeromel‏        | 103                |
| 152                | Nejc Komac‏         | 111                |
| 153                | Gašper Otoničar‏    | 72                 |
| 154                | Teo Pečnik‏         | 97                 |
| 155                | Luka Ziherl‏        | لم يكمل السباق-4   |
| 156                | Jaka Vovk‏          | 100                |

| Team Ljubljana Gusto Santic ‏ LGS | Team Ljubljana Gusto Santic ‏ LGS | Team Ljubljana Gusto Santic ‏ LGS |
| -------------------------------- | -------------------------------- | -------------------------------- |
| م                                | عداء                             | مرتبة                            |
| 161                              | Natan Gregorčič ‏                 | 65                               |
| 162                              | Dylan Hopkins ‏                   | 43                               |
| 163                              | Jernej Hribar‏                    | 108                              |
| 164                              | Fabijan Kralj‏                    | لم يكمل السباق-4                 |
| 165                              | Viktor Potočki ‏                  | لم يكمل السباق-4                 |
| 166                              | Anže Skok ‏                       | 64                               |
| 167                              | Dan Andrej Tomšič‏                | 110                              |
| مدير الرياضة: Luka Zele‏          |                                  |                                  |

| فريق فورارلبرغ ‏ VBG | فريق فورارلبرغ ‏ VBG | فريق فورارلبرغ ‏ VBG |
| ------------------- | ------------------- | ------------------- |
| م                   | عداء                | مرتبة               |
| 171                 | بيرمين بنز ‏         | 87                  |
| 172                 | Antoine Berlin ‏     | 66                  |
| 173                 | Óscar Cabedo ‏       | 15                  |
| 174                 | Jon Knolle ‏         | 75                  |
| 175                 | لوكاس ميلر ‏         | 74                  |
| 176                 | كولين ستوسي         | 12                  |
| 177                 | AUT                 | 95                  |

| Pierre Baguette Cycling ‏ RBB | Pierre Baguette Cycling ‏ RBB | Pierre Baguette Cycling ‏ RBB |
| ---------------------------- | ---------------------------- | ---------------------------- |
| م                            | عداء                         | مرتبة                        |
| 181                          | Marek Čanecký ‏               | 69                           |
| 182                          | Tomáš Kalojíros ‏             | 94                           |
| 183                          | Christian Haas‏               | لم يكمل السباق-3             |
| 184                          | Andrej Liska ‏                | 109                          |
| 185                          | Martin Gavenda‏               | لم يكمل السباق-3             |
| 186                          | CZE                          | 48                           |
| 187                          | Daniel Vysočan‏               | 68                           |
| مدير الرياضة: جوراج ساغان    |                              |                              |

| فريق سلوفينيا لركوب الدراجات للرجال‏ SLO | فريق سلوفينيا لركوب الدراجات للرجال‏ SLO | فريق سلوفينيا لركوب الدراجات للرجال‏ SLO |
| --------------------------------------- | --------------------------------------- | --------------------------------------- |
| م                                       | عداء                                    | مرتبة                                   |
| 191                                     | Gregor Matija Černe ‏                    | 98                                      |
| 192                                     | Žiga Horvat‏                             | 60                                      |
| 193                                     | Marko Pavlič ‏                           | 96                                      |
| 194                                     | Jaka Primožič ‏                          | 20                                      |
| 195                                     | Mihael Štajnar ‏                         | 101                                     |
| 196                                     | Luka Vrhovnik‏                           | 107                                     |
| 197                                     | Leon Šarc ‏                              | 112                                     |
| مدير الرياضة: Robert Jenko ‏             |                                         |                                         |

| UAE Team Emirates UAD       | UAE Team Emirates UAD | UAE Team Emirates UAD |
| --------------------------- | --------------------- | --------------------- |
| م                           | عداء                  | مرتبة                 |
| 1                           | روي أوليفيرا          | 70                    |
| 2                           | فيليكس جروس           | لم يكمل السباق-4      |
| 3                           | ألفارو هودج           | لم يكمل السباق-5      |
| 4                           | خوان سباستيان مولانو  | لم يكمل السباق-4      |
| 5                           | دومين نوفاك           | 29                    |
| 6                           | دييغو يليسي           | 3                     |
| 7                           | تيم فيلانز            | 91                    |
| مدير الرياضة: ماركو ماركاتو |                       |                       |

| Bora-Hansgrohe BOH                     | Bora-Hansgrohe BOH | Bora-Hansgrohe BOH |
| -------------------------------------- | ------------------ | ------------------ |
| م                                      | عداء               | مرتبة              |
| 11                                     | جيوفاني أليوتي     | 4                  |
| 12                                     | Shane Archbold ‏    | 102                |
| 13                                     | تشيزاري بينديتي    | 62                 |
| 14                                     | Florian Lipowitz ‏  | لم يبدأ-4          |
| 15                                     | Luis-Joe Lührs ‏    | 76                 |
| 16                                     | Ide Schelling ‏     | 52                 |
| 17                                     | Ben Zwiehoff ‏      | 7                  |
| مدير الرياضة: Jean-Pierre Heynderickx ‏ |                    |                    |

| Team Jayco AlUla JAY      | Team Jayco AlUla JAY | Team Jayco AlUla JAY |
| ------------------------- | -------------------- | -------------------- |
| م                         | عداء                 | مرتبة                |
| 21                        | أليساندرو دي مارشي   | 105                  |
| 22                        | ديلان جروينويغن      | لم يبدأ-5            |
| 23                        | لوكاس هاميلتون       | 106                  |
| 24                        | لوكا ميزجيك          | 51                   |
| 25                        | جيسوس دايفيد بينيا ‏  | 5                    |
| 26                        | لوكاس بوستلبيرغر     | 61                   |
| 27                        | فيليبو زانا (طريق)   | 1                    |
| مدير الرياضة: بيتر وينينج |                      |                      |

| Bahrain Victorious TBV       | Bahrain Victorious TBV | Bahrain Victorious TBV |
| ---------------------------- | ---------------------- | ---------------------- |
| م                            | عداء                   | مرتبة                  |
| 31                           | فل بوهوس               | 90                     |
| 32                           | Nicolò Buratti ‏        | 50                     |
| 33                           | ماتج موهوريك           | 2                      |
| 34                           | Dušan Rajović ‏         | 92                     |
| 35                           | كاميرون سكوت           | 88                     |
| 36                           | ووت بويلس              | 9                      |
| مدير الرياضة: فرانكو بليزوتي |                        |                        |

| Human Powered Health HPM   | Human Powered Health HPM  | Human Powered Health HPM |
| -------------------------- | ------------------------- | ------------------------ |
| م                          | عداء                      | مرتبة                    |
| 41                         | Kristian Aasvold ‏         | 39                       |
| 42                         | Stanisław Aniołkowski ‏    | لم يبدأ-2                |
| 43                         | آلان باناسيك              | لم يكمل السباق-4         |
| 44                         | Charles-Étienne Chrétien ‏ | 82                       |
| 45                         | بول دوبل ‏                 | 8                        |
| 46                         | Sebastian Schönberger ‏    | 18                       |
| 47                         | Embret Svestad-Bårdseng ‏  | 27                       |
| مدير الرياضة: Pat McCarty ‏ |                           |                          |

| إيولو كوميت ‏ EOK             | إيولو كوميت ‏ EOK     | إيولو كوميت ‏ EOK |
| ---------------------------- | -------------------- | ---------------- |
| م                            | عداء                 | مرتبة            |
| 51                           | Davide Bais ‏         | 36               |
| 52                           | Alessandro Fancellu ‏ | 57               |
| 53                           | لورينزو فورتوناتو    | 6                |
| 54                           | أندريا غاروسيو       | 37               |
| 55                           | Álex Martín ‏         | 99               |
| 56                           | Davide Piganzoli ‏    | لم يبدأ-3        |
| 57                           | ESP                  | لم يبدأ-2        |
| مدير الرياضة: خيسوس هرنانديز |                      |                  |

| بنجوال باوليز ساوكس دبليو بي ‏ BWB | بنجوال باوليز ساوكس دبليو بي ‏ BWB | بنجوال باوليز ساوكس دبليو بي ‏ BWB |
| --------------------------------- | --------------------------------- | --------------------------------- |
| م                                 | عداء                              | مرتبة                             |
| 61                                | Louis Blouwe ‏                     | 81                                |
| 62                                | فلوريس دي تير                     | 17                                |
| 63                                | Johan Meens ‏                      | 41                                |
| 64                                | Dimitri Peyskens ‏                 | 54                                |
| 65                                | Lennert Teugels ‏                  | 28                                |
| 66                                | ماركو تيزا                        | 55                                |
| 67                                | Aaron Van der Beken ‏              | 73                                |
| مدير الرياضة: Olivier Kaisen ‏     |                                   |                                   |

| Green Project-Bardiani CSF-Faizanè BCF | Green Project-Bardiani CSF-Faizanè BCF | Green Project-Bardiani CSF-Faizanè BCF |
| -------------------------------------- | -------------------------------------- | -------------------------------------- |
| م                                      | عداء                                   | مرتبة                                  |
| 71                                     | Luca Colnaghi ‏                         | 71                                     |
| 72                                     | Davide Gabburo ‏                        | 26                                     |
| 73                                     | Martin Marcellusi ‏                     | 13                                     |
| 74                                     | ITA                                    | لم يبدأ-5                              |
| 75                                     | Alex Tolio ‏                            | 16                                     |
| 76                                     | Alessandro Tonelli ‏                    | 34                                     |
| 77                                     | Samuele Zoccarato ‏                     | 58                                     |
| مدير الرياضة: Luca Amoriello‏           |                                        |                                        |

| أوسكالتيل أوسكادي ‏ EUS       | أوسكالتيل أوسكادي ‏ EUS    | أوسكالتيل أوسكادي ‏ EUS |
| ---------------------------- | ------------------------- | ---------------------- |
| م                            | عداء                      | مرتبة                  |
| 81                           | Xabier Azparren ‏          | لم يبدأ-5              |
| 82                           | Carlos Canal ‏             | لم يبدأ-5              |
| 83                           | Unai Iribar ‏              | لم يبدأ-5              |
| 84                           | Xabier Isasa ‏             | لم يبدأ-5              |
| 85                           | Txomin Juaristi ‏          | لم يبدأ-5              |
| 86                           | Andoni López de Abetxuko ‏ | لم يبدأ-5              |
| 87                           | Gotzon Martín ‏            | لم يبدأ-5              |
| مدير الرياضة: Jesus Ezkurdia‏ |                           |                        |

| Team Solution Tech–Vini Fantini ‏ COR | Team Solution Tech–Vini Fantini ‏ COR | Team Solution Tech–Vini Fantini ‏ COR |
| ------------------------------------ | ------------------------------------ | ------------------------------------ |
| م                                    | عداء                                 | مرتبة                                |
| 91                                   | Matteo Amella ‏                       | 77                                   |
| 92                                   | دافيد بالداكيني ‏                     | 32                                   |
| 93                                   | Nicolas Dalla Valle ‏                 | لم يكمل السباق-4                     |
| 94                                   | Alessandro Iacchi ‏                   | 84                                   |
| 95                                   | Marco Murgano ‏                       | لم يكمل السباق-5                     |
| 96                                   | Veljko Stojnić ‏                      | لم يكمل السباق-5                     |
| 97                                   | Karel Vacek ‏                         | 49                                   |
| مدير الرياضة: Francesco Frassi ‏      |                                      |                                      |

| Equipo Kern Pharma ‏ EKP      | Equipo Kern Pharma ‏ EKP | Equipo Kern Pharma ‏ EKP |
| ---------------------------- | ----------------------- | ----------------------- |
| م                            | عداء                    | مرتبة                   |
| 101                          | Urko Berrade ‏           | 22                      |
| 102                          | هيكتور كاريتيرو         | 89                      |
| 103                          | Raúl García Pierna ‏     | 14                      |
| 104                          | Jordi López (cyclist) ‏  | 10                      |
| 105                          | مارتي ماركيز            | 40                      |
| 106                          | Mikel Retegi ‏           | 86                      |
| 107                          | Pau Miquel ‏             | 30                      |
| مدير الرياضة: Pablo Urtasun ‏ |                         |                         |

| فريق الدراجات Q36.5 ‏ Q36   | فريق الدراجات Q36.5 ‏ Q36 | فريق الدراجات Q36.5 ‏ Q36 |
| -------------------------- | ------------------------ | ------------------------ |
| م                          | عداء                     | مرتبة                    |
| 111                        | Negasi Haylu Abreha ‏     | 44                       |
| 112                        | ماتيو باديلاتي           | 11                       |
| 113                        | Marcel Camprubí ‏         | 19                       |
| 114                        | Fabio Christen ‏          | 46                       |
| 115                        | Tom Devriendt ‏           | 79                       |
| 116                        | Alessandro Fedeli ‏       | 67                       |
| 117                        | ماتيو موشيتي             | 104                      |
| مدير الرياضة: بيوتر واديكي |                          |                          |

| كاجا رورال-سيغوروس ‏ CJR       | كاجا رورال-سيغوروس ‏ CJR | كاجا رورال-سيغوروس ‏ CJR |
| ----------------------------- | ----------------------- | ----------------------- |
| م                             | عداء                    | مرتبة                   |
| 121                           | Fernando Barceló ‏       | 21                      |
| 122                           | Jon Barrenetxea ‏        | 33                      |
| 123                           | جيفرسون سيبيدا          | 38                      |
| 124                           | ديفيد غونزاليس          | 45                      |
| 125                           | Joel Nicolau ‏           | 24                      |
| 126                           | إدوارد براديس           | لم يكمل السباق-4        |
| 127                           | ميكال شليغل             | 23                      |
| مدير الرياضة: روبين مارتينيز ‏ |                         |                         |

| سويس ريسينغ أكادمي ‏ TUD            | سويس ريسينغ أكادمي ‏ TUD  | سويس ريسينغ أكادمي ‏ TUD |
| ---------------------------------- | ------------------------ | ----------------------- |
| م                                  | عداء                     | مرتبة                   |
| 131                                | Nils Brun ‏               | 25                      |
| 132                                | Aloïs Charrin ‏           | 47                      |
| 133                                | Luc Wirtgen ‏             | 63                      |
| 134                                | لوكاس أريكسون (طريق)     | 35                      |
| 135                                | Petr Kelemen ‏            | 59                      |
| 136                                | Simon Pellaud ‏           | 31                      |
| 137                                | Robin Froidevaux ‏ (طريق) | 53                      |
| مدير الرياضة: Sylvain Blanquefort ‏ |                          |                         |

| أدريا موبيل ‏ ADR        | أدريا موبيل ‏ ADR      | أدريا موبيل ‏ ADR |
| ----------------------- | --------------------- | ---------------- |
| م                       | عداء                  | مرتبة            |
| 141                     | Tilen Finkšt ‏         | 83               |
| 142                     | Gal Glivar ‏           | 42               |
| 143                     | Kristjan Hočevar ‏     | 56               |
| 144                     | Aljaž Jarc ‏           | 85               |
| 145                     | Dimitar Jovanoski ‏    | 78               |
| 146                     | كريستيان كورين (طريق) | 80               |
| 147                     | SLO                   | 93               |
| مدير الرياضة: ماركو كمب |                       |                  |

| Factor Racing ‏ CTK | Factor Racing ‏ CTK | Factor Racing ‏ CTK |
| ------------------ | ------------------ | ------------------ |
| م                  | عداء               | مرتبة              |
| 151                | Vid Jeromel‏        | 103                |
| 152                | Nejc Komac‏         | 111                |
| 153                | Gašper Otoničar‏    | 72                 |
| 154                | Teo Pečnik‏         | 97                 |
| 155                | Luka Ziherl‏        | لم يكمل السباق-4   |
| 156                | Jaka Vovk‏          | 100                |

| Team Ljubljana Gusto Santic ‏ LGS | Team Ljubljana Gusto Santic ‏ LGS | Team Ljubljana Gusto Santic ‏ LGS |
| -------------------------------- | -------------------------------- | -------------------------------- |
| م                                | عداء                             | مرتبة                            |
| 161                              | Natan Gregorčič ‏                 | 65                               |
| 162                              | Dylan Hopkins ‏                   | 43                               |
| 163                              | Jernej Hribar‏                    | 108                              |
| 164                              | Fabijan Kralj‏                    | لم يكمل السباق-4                 |
| 165                              | Viktor Potočki ‏                  | لم يكمل السباق-4                 |
| 166                              | Anže Skok ‏                       | 64                               |
| 167                              | Dan Andrej Tomšič‏                | 110                              |
| مدير الرياضة: Luka Zele‏          |                                  |                                  |

| فريق فورارلبرغ ‏ VBG | فريق فورارلبرغ ‏ VBG | فريق فورارلبرغ ‏ VBG |
| ------------------- | ------------------- | ------------------- |
| م                   | عداء                | مرتبة               |
| 171                 | بيرمين بنز ‏         | 87                  |
| 172                 | Antoine Berlin ‏     | 66                  |
| 173                 | Óscar Cabedo ‏       | 15                  |
| 174                 | Jon Knolle ‏         | 75                  |
| 175                 | لوكاس ميلر ‏         | 74                  |
| 176                 | كولين ستوسي         | 12                  |
| 177                 | AUT                 | 95                  |

| Pierre Baguette Cycling ‏ RBB | Pierre Baguette Cycling ‏ RBB | Pierre Baguette Cycling ‏ RBB |
| ---------------------------- | ---------------------------- | ---------------------------- |
| م                            | عداء                         | مرتبة                        |
| 181                          | Marek Čanecký ‏               | 69                           |
| 182                          | Tomáš Kalojíros ‏             | 94                           |
| 183                          | Christian Haas‏               | لم يكمل السباق-3             |
| 184                          | Andrej Liska ‏                | 109                          |
| 185                          | Martin Gavenda‏               | لم يكمل السباق-3             |
| 186                          | CZE                          | 48                           |
| 187                          | Daniel Vysočan‏               | 68                           |
| مدير الرياضة: جوراج ساغان    |                              |                              |

| فريق سلوفينيا لركوب الدراجات للرجال‏ SLO | فريق سلوفينيا لركوب الدراجات للرجال‏ SLO | فريق سلوفينيا لركوب الدراجات للرجال‏ SLO |
| --------------------------------------- | --------------------------------------- | --------------------------------------- |
| م                                       | عداء                                    | مرتبة                                   |
| 191                                     | Gregor Matija Černe ‏                    | 98                                      |
| 192                                     | Žiga Horvat‏                             | 60                                      |
| 193                                     | Marko Pavlič ‏                           | 96                                      |
| 194                                     | Jaka Primožič ‏                          | 20                                      |
| 195                                     | Mihael Štajnar ‏                         | 101                                     |
| 196                                     | Luka Vrhovnik‏                           | 107                                     |
| 197                                     | Leon Šarc ‏                              | 112                                     |
| مدير الرياضة: Robert Jenko ‏             |                                         |                                         |

## التصنيف العام النهائي
| التصنيف العام         | التصنيف العام          | التصنيف العام        | التصنيف العام  | التصنيف العام |
| العداء                | العداء                 | الفريق               | الوقت          |               |
| --------------------- | ---------------------- | -------------------- | -------------- | ------------- |
| 1                     | فيليبو زانا            | Jayco AlUla          | 20 س 00 د 24 ث |               |
| 2                     | ماتج موهوريك           | Bahrain Victorious   | + 18 ث         |               |
| 3                     | دييغو يليسي            | فريق الإمارات        | + 23 ث         |               |
| 4                     | جيوفاني أليوتي         | بورا هانسغروه        | + 33 ث         |               |
| 5                     | جيسوس دايفيد بينيا ‏    | Jayco AlUla          | + 34 ث         |               |
| 6                     | لورينزو فورتوناتو      | إيولو كوميت ‏         | + 46 ث         |               |
| 7                     | Ben Zwiehoff ‏          | بورا هانسغروه        | + 50 ث         |               |
| 8                     | بول دوبل ‏              | Human Powered Health | + 1 د 05 ث     |               |
| 9                     | ووت بويلس              | Bahrain Victorious   | + 1 د 05 ث     |               |
| 10                    | Jordi López (cyclist) ‏ | Equipo Kern Pharma ‏  | + 1 د 31 ث     |               |
|                       |                        |                      |                |               |
| مصدر: ProCyclingStats |                        |                      |                |               |

### تصنيف النقاط
| تصنيف النقاط          | تصنيف النقاط        | تصنيف النقاط         | تصنيف النقاط | تصنيف النقاط |
| العداء                | العداء              | الفريق               | النقاط       |              |
| --------------------- | ------------------- | -------------------- | ------------ | ------------ |
| 1                     | Ide Schelling ‏      | بورا هانسغروه        | 54 نقطة      |              |
| 2                     | Robin Froidevaux ‏   | سويس ريسينغ أكادمي ‏  | 42 نقطة      |              |
| 3                     | ماتج موهوريك        | Bahrain Victorious   | 40 نقطة      |              |
| 4                     | فيليبو زانا         | Jayco AlUla          | 40 نقطة      |              |
| 5                     | لوكا ميزجيك         | Jayco AlUla          | 38 نقطة      |              |
| 6                     | فل بوهوس            | Bahrain Victorious   | 36 نقطة      |              |
| 7                     | ماتيو موشيتي        | فريق الدراجات Q36.5 ‏ | 36 نقطة      |              |
| 8                     | جيسوس دايفيد بينيا ‏ | Jayco AlUla          | 34 نقطة      |              |
| 9                     | ديفيد غونزاليس      | كاجا رورال-سيغوروس ‏  | 26 نقطة      |              |
| 10                    | دييغو يليسي         | فريق الإمارات        | 24 نقطة      |              |
|                       |                     |                      |              |              |
| مصدر: ProCyclingStats |                     |                      |              |              |

### تصنيف الجبال
| تصنيف الجبال          | تصنيف الجبال        | تصنيف الجبال                       | تصنيف الجبال | تصنيف الجبال |
| العداء                | العداء              | الفريق                             | النقاط       |              |
| --------------------- | ------------------- | ---------------------------------- | ------------ | ------------ |
| 1                     | Samuele Zoccarato ‏  | Green Project-Bardiani CSF-Faizanè | 16 نقطة      |              |
| 2                     | فيليبو زانا         | Jayco AlUla                        | 12 نقطة      |              |
| 3                     | جيسوس دايفيد بينيا ‏ | Jayco AlUla                        | 10 نقطة      |              |
| 4                     | كولين ستوسي         | فريق فورارلبرغ ‏                    | 8 نقطة       |              |
| 5                     | لوكاس ميلر ‏         | فريق فورارلبرغ ‏                    | 7 نقطة       |              |
| 6                     | جيوفاني أليوتي      | بورا هانسغروه                      | 6 نقطة       |              |
| 7                     | Ben Zwiehoff ‏       | بورا هانسغروه                      | 6 نقطة       |              |
| 8                     | ماتيو باديلاتي      | فريق الدراجات Q36.5 ‏               | 6 نقطة       |              |
| 9                     | دييغو يليسي         | فريق الإمارات                      | 4 نقطة       |              |
| 10                    | بول دوبل ‏           | Human Powered Health               | 4 نقطة       |              |
|                       |                     |                                    |              |              |
| مصدر: ProCyclingStats |                     |                                    |              |              |

## تصنيف الفرق

### الفرق حسب الوقت
| تصنيف الفرق حسب الوقت | تصنيف الفرق حسب الوقت                 | تصنيف الفرق حسب الوقت | تصنيف الفرق حسب الوقت |
| الفريق                | الفريق                                | الوقت                 |                       |
| --------------------- | ------------------------------------- | --------------------- | --------------------- |
| 1                     | Equipo Kern Pharma ‏                   | 60 س 09 د 57 ث        |                       |
| 2                     | Green Project-Bardiani CSF-Faizanè    | + 3 د 01 ث            |                       |
| 3                     | Human Powered Health                  | + 3 د 19 ث            |                       |
| 4                     | كاجا رورال-سيغوروس ‏                   | + 6 د 10 ث            |                       |
| 5                     | فريق الدراجات Q36.5 ‏                  | + 6 د 24 ث            |                       |
| 6                     | Team Jayco AlUla                      | + 12 د 20 ث           |                       |
| 7                     | Bora-Hansgrohe                        | + 12 د 24 ث           |                       |
| 8                     | Bahrain Victorious                    | + 14 د 36 ث           |                       |
| 9                     | فريق فورارلبرغ 2023 ‏                  | + 14 د 51 ث           |                       |
| 10                    | فريق إيولو كوميت لركوب الدراجات 2023 ‏ | + 15 د 03 ث           |                       |
|                       |                                       |                       |                       |
| مصدر: ProCyclingStats |                                       |                       |                       |

## تصانيف فرعية

### تصنيف أفضل شاب
| تصنيف أفضل شاب        | تصنيف أفضل شاب           | تصنيف أفضل شاب               | تصنيف أفضل شاب | تصنيف أفضل شاب |
| العداء                | العداء                   | الفريق                       | الوقت          |                |
| --------------------- | ------------------------ | ---------------------------- | -------------- | -------------- |
| 1                     | Raúl García Pierna ‏      | Equipo Kern Pharma ‏          | 20 س 02 د 58 ث |                |
| 2                     | Marcel Camprubí ‏         | فريق الدراجات Q36.5 ‏         | + 1 د 10 ث     |                |
| 3                     | Embret Svestad-Bårdseng ‏ | Human Powered Health         | + 5 د 17 ث     |                |
| 4                     | Gal Glivar ‏              | أدريا موبيل ‏                 | + 18 د 26 ث    |                |
| 5                     | Dylan Hopkins ‏           | Team Ljubljana Gusto Santic ‏ | + 18 د 55 ث    |                |
| 6                     | Fabio Christen ‏          | فريق الدراجات Q36.5 ‏         | + 19 د 25 ث    |                |
| 7                     | جمهورية التشيك           | Pierre Baguette Cycling ‏     | + 20 د 15 ث    |                |
| 8                     | Nicolò Buratti ‏          | Bahrain Victorious           | + 20 د 36 ث    |                |
| 9                     | Natan Gregorčič ‏         | Team Ljubljana Gusto Santic ‏ | + 27 د 25 ث    |                |
| 10                    | Daniel Vysočan ‏          | Pierre Baguette Cycling ‏     | + 27 د 54 ث    |                |
|                       |                          |                              |                |                |
| مصدر: ProCyclingStats |                          |                              |                |                |

## وصلات خارجية
- الموقع الرسمي
- لمحة عن سباق طواف سلوفينيا 2023 على موقع  ProCyclingStats   (برو  سايكلنج  ستاتس) - إحصاءات  محترفي  الدراجات.
- طواف سلوفينيا 2023 على موقع إحصائيات الدراجات الإحترافية (الإنجليزية)